# Polygonum schistosum
Polygonum schistosum är en slideväxtart som beskrevs av Anna Prokofevna Czukavina. Polygonum schistosum ingår i släktet trampörter, och familjen slideväxter. Inga underarter finns listade i Catalogue of Life.